# Club Ferro Carril Oeste (básquetbol)
Ferro Básquet es la sección de baloncesto del Club Ferro Carril Oeste, un club polideportivo de Argentina fundado en 1904. Si bien en la institucón se destaca el fútbol, la sección de baloncesto fue referente en los últimos años de la era pre-liga Nacional y en los primeros de esta.
Participa en la máxima categoría del baloncesto en Argentina, la Liga Nacional de Básquet, y en ella tiene los honores de haber sido el primer líder histórico de la competición, de haber sido su primer campeón y ser el primer equipo en ganar dos ligas consecutivas. Es el primer equipo argentino en consagrarse campeón sudamericano y es el primer equipo argentino en ganarlo en dos veces ocasiones consecutivos. Es uno de los tres clubes argentinos que han disputado una final de la Copa Intercontinental FIBA. Son estas y otras cuestiones, por las cuales es considerado uno de los denominados Grandes de la Liga Nacional de Básquet.
La sección fue creada en 1933 por el expresidente Rodolfo Legerén, no obstante, se había afiliado a la Federación Argentina doce años atrás. En sus primeros años obtuvo logros a nivel metropolitano; el club atravesó su mayor éxito durante los años 1980, al ganar tres ligas nacionales y tres campeonatos sudamericanos, además de finalizar subcampeón en el campeonato mundial de 1986. No obstante, la institución comenzó un progresivo declive hacia los años 1990, con lo cual, para dedicar más esfuerzos al fútbol, se le fue reducido presupuesto, culminando en descenso a la segunda categoría en la temporada 2003-04. En 2015, mediante acuerdos con el Club Ciclista Juninense, logró ascender a la Liga Nacional de Básquet.

## Historia

### Los inicios (1921-1970)
Se afilió a la Federación Argentina de Básquetbol desde sus orígenes en 1921, pero principalmente jugaba en divisiones formativas, lo que hizo que no se destacara particularmente. Recién en 1933 formó un equipo para la 1.ª División y disputó su primer encuentro internacional ante Atenas de Montevideo, que perdió por dos puntos. En 1941, instado por la AFA se desvinculó de la FAB y se afilió a la AAB formada poco antes y que englobaba a todos los clubes de fútbol de primer nivel. Además de algunos títulos en formativas, el mayor logro del club fue el subcampeonato obtenido en el Torneo Metropolitano de 1956 jugado en el estadio Luna Park. No fue hasta 1968 que el equipo logró el ascenso a la Primera División de la Asociación de Buenos Aires, refrendado con la victoria en la Copa Furlong de 1969.

### De la inauguración del Héctor Etchart a la profesionalización (1971-1984)
En 1971 se inauguró el Estadio Héctor Etchart y el básquet de Ferro comenzó a escribir su etapa más gloriosa, coincidiendo con la época de la Federación Única, en 1974, cuando las dos federaciones que operaban en Buenos Aires se fusionaron. En esos años destaca su rivalidad con el equipo fuerte del momento en el baloncesto Metropolitano, el Club Obras Sanitarias. El salto de calidad se produjo principalmente con la llegada del técnico León Najnudel en 1976 y el base Miguel Cortijo que dotaron al equipo de personalidad y trajeron los primeros éxitos del club a nivel nacional: en 1980 logran vencer el Torneo Oficial, el Apertura y el Metropolitano. En 1981 se vencieron en el Torneo de Apertura y el Campeonato Sudamericano de Clubes, siendo su primera participación y el primer club argentino en lograrlo en esa, su 19.ª edición. En 1982 se logró el Apertura, el Oficial y repitió el triunfo en el Campeonato Sudamericano, superando a Obras que quedó subcampeón. León Najnudel dejó el club para entrenar al CAI Zaragoza de España lo reemplazó el exjugador Luis Martínez. Ese año ganó el Torneo Oficial acabó en 4.º lugar en el Sudamericano.

### Época dorada y caída (1985-2004)

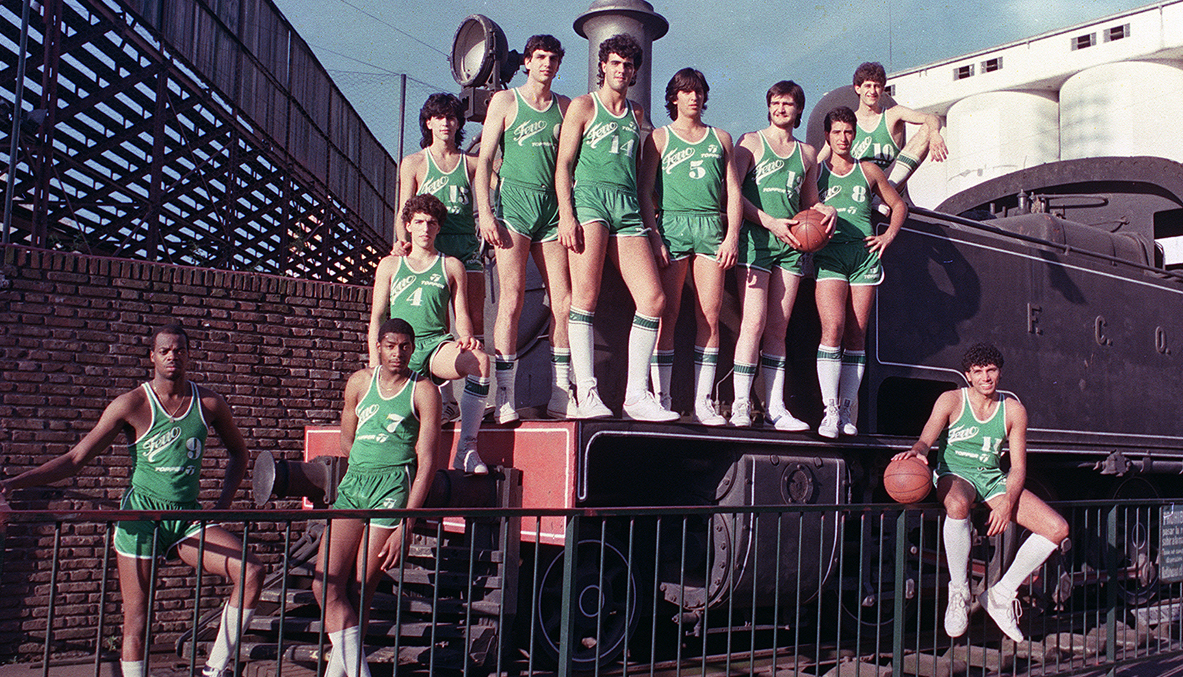
Ferro basquet 1985

En 1985 se jugó la primera Liga Nacional (creada en parte por León Najnudel, entrenador del propio Ferro Carril Oeste) y la rivalidad se traspasó a los duelos con Atenas de Córdoba. Ferro salió campeón en las ligas de 1985 y 1986, las dos primeras ediciones, y subcampeón en 1987. Ese 1986 logró el subcampeonato en el Mundial de Clubes detrás del Zalgiris Kaunas de Arvydas Sabonis. En 1987 un tercer título en el Campeonato Sudamericano de Clubes es agregado a las vitrinas del club.
En 1989 León Najnudel retornó al club y se logró un tercer entorchado en la Liga Nacional. La temporada de 1990 fue la última en el club de Miguel Cortijo y también la última en esta etapa de Najnudel y empezaron los problemas económicos que convirtieron al equipo poco a poco en un equipo primero de mitad de tabla y, con el tiempo, en un candidato a la permanencia, con la excepción del nuevo y último retorno de Najnudel en la etmporada 1996-97, en que se alcanzaron las semifinales en la liga. El club, no obstante, seguía teniendo una buena base y siguió produciendo buenos jugadores, algunos de los cuales y como mandaban los nuevos tiempos emprendían el camino al baloncesto europeo como Luis Scola o Federico Kammerichs. Finalmente se concretó el descenso al TNA tras la temporada 2003-04, no sin polémica por los tres puntos de suspensión sufrida por actos violentos de un sector de la hinchada durante un partido de aquella temporada. Para colmo de males, Ferro, por problemas económico, no tuvo más remedio que vender su plaza de TNA en 2004 y resignarse a jugar en la tercera categoría del básquetbol argentino. Sin embargo, los descensos no se detuvieron allí, sino que Ferro caería, casi sin escalas, hasta la quinta categoría del básquetbol argentino para un equipo de la Ciudad de Buenos Aires: la Primera B de Capital Federal.

### Resurgimiento y cuatro ascensos en seis años (2005-2015)
Tras un período de inactividad seguido por un retorno de la actividad luego de una profunda reestructuración interna, Ferro, con Marcelo Majstrovic como entrenador, recomenzaría su ascenso. De la Primera B de Capital Federal ascendió a la Primera A de Capital Federal (2009), y luego, en 2011, al Torneo Federal -tercera categoría del básquetbol argentino, ya en el plano nacional-.
Ferro debutaría en dicha categoría en la temporada 2012-13 y, tras una buena primera ronda y una irregular segunda (donde le costó mucho ganar partidos de visitante) se colocó en cuarta posición con 35 puntos, uno más que su clásico rival, por lo menos en plano futbolístico, Vélez Sársfield. A pesar de ello, el Tribunal de Disciplina le descontaría 2 puntos al conjunto de Caballito por incidentes ocurridos entre la hinchada del susodicho y jugadores de, justamente, Vélez Sársfield, que tuvieron lugar en un cotejo disputado meses atrás. La tardía pero efectiva sanción privó a Ferro de jugar los play-offs en favor de Vélez Sársfield.
La siguiente temporada, la 2013-14, vio a Ferro terminar tercero en las posiciones de su división y séptimo en la tabla general (es decir, contando tanto la Conferencia Norte como la Conferencia Sur), lo que le permitió disputar los play-offs por un ascenso al TNA. En esta temporada también hubo incidentes entre Ferro y Vélez, esta vez provocados por los hinchas velezanos, que concluyó en una quita de 5 puntos para dicho club, que acabaría por descender. Ya en los play-offs, Ferro derrotó 2-1 a Anzorena de Mendoza (perdiendo el primer partido de visitante y ganando los dos de local), 2-1 a Independiente de Tandil (perdiendo el primer partido de visitante, ganando el segundo de local y el tercero de visitante), pero finalmente perdería en semifinales regionales 3-2 frente a Estudiantes de Olavarría (ganando el primer partido de visitante, perdiendo el segundo de visitante, ganando el tercero de local y perdiendo el cuarto y quinto de local y visitante, respectivamente), quien había resultado ser el mejor equipo en la tabla general y quien terminaría saliendo campeón del certamen y ascendiendo. Una vez finalizado el torneo, Torneo Nacional de Ascenso (TNA, segunda categoría nacional) anunció que, al estar reestructuándose, tenía varias plazas en venta. Ferro mostró su interés y rápidamente compró la plaza que había vendido 10 años atrás.
En esa temporada Ferro tuvo la mayor convocatoria de los últimos 15 años, y el básquet volvió a posicionarse en los primeros planos de importancia para los socios del club.
Ferro participó del Torneo Nacional de Ascenso 2014-15 con Álvaro Castiñeira como entrenador y una plantilla renovada, finalizando la primera fase con récord 9-3 e invicto como local (4 victorias ante Sport Club, 2 victorias y 2 derrotas ante San Lorenzo, 3 victorias y 1 derrota ante Estudiantes de Olavarría), lo que le permitió arrasrar 10.5 puntos a la segunda fase, etapa en la que logró un récord de 16-6, el mejor de la conferencia, totalizando 48.5 puntos.
En esa misma conferencia, 9 de Julio de Río Tercero también finalizó con 48.5 puntos, producto de 11.5 puntos de arrastre y de un récord de conferencia 15-7. Ferro y 9 de Julio jugaron dos veces en esa fase, con una victoria por lado, pero 9 de Julio ganó por más diferenica a Ferro de la que Ferro le ganó a 9 de Julio, motivo por el cual fue el equipo cordobés quien se llevó el primer puesto, dejando a Ferro en el segundo. Tanto el récord de Ferro como el de 9 de Julio fueron superados por Instituto de Córdoba.
En los play-offs, Ferro barrió 3-0 a Banda Norte en octavos de final y derrotó 3-1 a Unión de Santa Fe en cuartos, gozando la ventaja de la localía en ambos casos. Sin embargo, no pudo con Instituto en semifinales, quien lo barrió por 3-0, consiguiendo el equipo cordobés el ascenso a la máxima categoría sin necesidad de ganar la final ya que había resultado el mejor equipo de toda la fase regular. Ferro finalizó la temporada 2014-15 del TNA el 8 de mayo de 2015 como el tercer mejor equipo de dicho torneo.
Finalmente, tras meses de negociaciones entre 9 de Julio, quien había ascendido a LNB como subcampeón del TNA 2014-15, Ciclista Juninense, último en la temporada LNB 2014-15, San Lorenzo y Ferro, el equipo de Caballito acabó por comprar la plaza de su par de Junín, regresando así a la Liga Nacional (desde ese campeonato llamada "La Liga") tras once años.

## Uniforme
El club del que toma el nombre, por ser el seno donde nace la sección, tomaría también los colores y el escudo del mismo, así como también su himno.
Demostrando su independencia de la sección del fútbol, destacan otros aspectos como son el de patrocinadores y marcas de equipamiento deportivas que se negocian al margen de su sección matriz, y que difieren de ésta, pese a que en algunas temporadas haya coincidido. El patrocinador actual es Sport Lyon.
| Local | Visitante |

## Resultados históricos

### 1985 - 2004: Liga Nacional de Básquet
| Temporada          | Posición Final | Observaciones                                                     |
| ------------------ | -------------- | ----------------------------------------------------------------- |
| 1985 Detalles      | Campeón        | Primer campeón de LNB.                                            |
| 1986 Detalles      | Campeón        | Primer bicampeón de LNB. Segundo título.                          |
| 1987 Detalles      | Subcampeón     | -                                                                 |
| 1988 Detalles      | 3°             | -                                                                 |
| 1989 Detalles      | Campeón        | Tercer título.                                                    |
| 1990 Detalles      | 11°            | -                                                                 |
| 1990-91 Detalles   | 12°            | -                                                                 |
| 1991-92 Detalles   | 10°            | -                                                                 |
| 1992-93 Detalles   | 7°             | -                                                                 |
| 1993-94 Detalles   | 7°             | -                                                                 |
| 1994-95 Detalles   | 8°             | -                                                                 |
| 1995-96 Detalles   | 15°            | -                                                                 |
| 1996-97 Detalles   | 4°             | -                                                                 |
| 1997-98 Detalles   | 13°            | -                                                                 |
| 1998-99 Detalles   | 7°             | -                                                                 |
| 1999-2000 Detalles | 15°            | -                                                                 |
| 2000-01 Detalles   | 11°            | -                                                                 |
| 2001-02 Detalles   | 15°            | Salva la categoría al vencer 3-2 en los play-offs de permanencia. |
| 2002-03 Detalles   | 14°            | -                                                                 |
| 2003-04 Detalles   | 16°            | Último. Primer descenso de LNB.                                   |

### 2009 - 2015: Categorías de ascenso
| Temporada              | Pos. Fase Regular (división) | Pos. Play-offs (general) | Observaciones                |
| ---------------------- | ---------------------------- | ------------------------ | ---------------------------- |
| Primera B Capital 2009 | 1°                           | Campeón                  | Ascenso a Primera A Capital. |
| Primera A Capital 2010 | 1°                           | Subcampeón               | -                            |
| Primera A Capital 2011 | 1°                           | Campeón                  | Ascenso a Torneo Federal     |
| Torneo Federal 2012-13 | 7°                           | No accede a play-offs.   | Le descontaron 2 puntos.     |
| Torneo Federal 2013-14 | 3°                           | Cuartos de final         | Compra plaza TNA.            |
| TNA 2014/15            | 2°                           | Semifinalista            | Compra plaza LNB.            |

### 2015 - Actualidad: Liga Nacional de Básquet
| Temporada   | Pos. Fase Regular (de 20 equipos)                               | Play-offs                                                       | Observaciones                                                     |
| ----------- | --------------------------------------------------------------- | --------------------------------------------------------------- | ----------------------------------------------------------------- |
| LNB 2015-16 | 14°                                                             | --                                                              | -                                                                 |
| LNB 2016-17 | 4°                                                              | Mejores 8.                                                      | -                                                                 |
| LNB 2017-18 | 19°                                                             | --                                                              | Salva la categoría al vencer 3-2 en los play-offs de permanencia. |
| LNB 2018-19 | 5°                                                              | Mejores 4.                                                      | -                                                                 |
| LNB 2019-20 | Temporada terminada prematuramente por la pandemia de COVID-19. | Temporada terminada prematuramente por la pandemia de COVID-19. | Temporada terminada prematuramente por la pandemia de COVID-19.   |
| LNB 2020-21 | 18°                                                             | --                                                              | -                                                                 |
| LNB 2021-22 | 9°                                                              | Reclasificación.                                                | -                                                                 |
| LNB 2022-23 | 15°                                                             | --                                                              | -                                                                 |
| LNB 2023-24 | 13°                                                             | --                                                              | -                                                                 |
| LNB 2024-25 | 8°                                                              | Cuartos de final.                                               | -                                                                 |

## Rivalidades

### Antiguas rivalidades
Históricamente (principalmente en épocas de LNB) el principal clásico de Ferro era Atenas de Córdoba, con quien disputaba el partido más relevante del país. Ferro y Atenas ganaron ocho de las primeras nueve LNB y dieron grandes talentos al básquetbol nacional. A nivel local, Ferro mantenía una rivalidad con Obras, con quien disputaba el llamado "clásico porteño".
Con el paso del tiempo y la caída institucional y deportiva del club de Caballito ambas rivalidades se diluyeron, aunque en el último tiempo puede observarse una revitalización de las mismas tras la vuelta de Ferro a la LNB.
Años después, cuando Ferro volviera a disputar el Torneo Federal de Ascenso se alimentaría una nueva rivalidad, esta vez con Estudiantes de Olavarría. Dicha rivalidad fue provocada principalmente por la gran cantidad de partidos que debieron disputar entre ellos (once en la temporada 2013-14) y las consecuencias, relevancias y poléimcas de varios de ellos (por ejemplo, Ferro quitándole un invicto como local de más de 30 partidos a Esutidantes o Estudiantes eliminando a Ferro en seimifinales de los Playoffs por el ascenso). En ese campeonato Estudiantes logró el ascenso al TNA, torneo del cual Ferro compraría una plaza, manteniendo viva la rivalidad (disputaron seis partidos en la temporada 2014-15). En las dos temporadas de TF y en la de TNA que disputaron entre 2012 y 2015, tanto Ferro como Estudiantes eran los únicos que ostentaban al menos un campeonato de LNB.

### Clásico con San Lorenzo de Almagro
Ferro y San Lorenzo son dos de los clubes históricos de la Argentina y la Ciudad de Buenos Aires. Ambas instituciones se caracterizan desde sus inicios por un amplio desarrollo de diversos deportes, el destaque en muchos de ellos, el fuerte arraigo social y la esencia porteña. Desde los comienzos de la historia deportiva en el país ambas instituciones se enfrentaron en diversas disciplinas, principalmente en el fútbol, el deporte más popular de Argentina, donde cuentan con un historial de más de 150 partidos, habiendo disputado el primer encuentro en 1915. Vale destacar que se encuentran muy cerca gograficamente.
En cuanto al básquet nacional, el verdolaga y el ciclón son dos de los clubes históricos, más laureados y convocantes de la historia. Inclusive son parte de los clubes fundadores de la Liga Nacional de Básquet y disputaron la primera temporada liguera, en la cual Ferro obtendría el título. Lugo de malos años para ambos, en la segúnda decáda del siglo XXI volverían a verse las caras seguido. Ferro compartió su segunda temporada en TF y la única en TNA con San Lorenzo, dándose la particularidad de que en ningún caso alguno pudo proclamarse campeón, pero en los dos campeonatos pudieron ascender de categoría, sea mediante compra de plaza, cambio de plaza o fusión con un tercer equipo. La historia de ambos en el deporte (tanto en el básquet como en todos los demás), la cercanía geográfica, la cantidad de encuentros diputados -particularmente durante los últimos años-, la convocatoria de ambos clubes, sobre todo durante enfrentamientos mutuos, hacen que San Lorenzo sea actualmente el principal rival de Ferro. Este duelo es comúnmente denominado Clásico Porteño.

## Jugadores y cuerpo técnico

### Mercado de Invierno 2025
| Siguen de la temporada 2024-25 | Siguen de la temporada 2024-25 |
| Jugador                        | Posición                       |
| ------------------------------ | ------------------------------ |
| Federico Fernandez             | Entrenador                     |
| Jano Martínez                  | Base                           |
| Emiliano Lezcano               | Escolta                        |
| Valentín Bettiga               | Alero                          |

| Altas | Altas | Altas | Altas   | Altas       | Altas |
| Pos.  | Nac.  | N.º   | Jugador | Procedencia | Tipo  |
| ----- | ----- | ----- | ------- | ----------- | ----- |

| Bajas   | Bajas                | Bajas           | Bajas               | Bajas            |
| Pos.    | Nac.                 | Jugador         | Destino             | Tipo             |
| ------- | -------------------- | --------------- | ------------------- | ---------------- |
| Escolta | Bandera de Argentina | Tomás Spano     | La Unión de Formosa | Fin del contrato |
| Pívot   | Bandera de Argentina | Augusto Roveres | Jujuy Básquet       | Fin del contrato |

## Entrenadores destacados
- León Najnudel
- Luis Martínez (entrenador)
- Enrique Tolcachier
- Pablo D'Angelo

## Jugadores destacados
- Miguel Cortijo
- Martín Leiva
- Diego Ciorciari
- Federico Susbielles
- Gabriel Moravansky
- Luis González
- Sebastián Uranga
- Luis Oroño
- Orlando Tourn
- Diego Maggi
- Javier Maretto
- Alejandro Meschini
- Gabriel Darrás
- Daniel Aréjula
- Christian Aragona
- Luis Scola
- Federico Kammerichs
- Ramón Clemente
- "Tato" López
- Trent Edwards
- Ben Gillery
- Bill Terry
- Harthorne Wingo
- Glenn Mosley
- Ronald Charles
- Carl Amos
- Mike Schlegel
- George Berry

## Palmarés

### Títulos
- Torneo Metropolitano: 1980
- Torneo Oficial de la Federación de Buenos Aires: 1980, 1982 y 1983
- Torneo de Apertura de la Federación de Buenos Aires: 1980, 1981 y 1982
- Campeonato Argentino de Clubes: 1981
- Liga Nacional de Básquet: 1985, 1986, y 1989.
- Campeonato Sudamericano de Clubes Campeones: 1981, 1982 y 1987.

### Participaciones destacadas
- Subcampeón Liga Nacional de Básquet: 1987.
- Subcampeón Campeonato Sudamericano de Clubes Campeones: 1986.
- Subcampeón Mundial de Clubes (Copa Intercontinental William Jones) 1986.